# Burelle
Burelle SA — французская холдинговая компания, под управлением которой находятся компании OPmobility (автокомплектующие), Sofiparc (отели и другая недвижимость) и Burelle Participations (инвестиции). Штаб-квартира расположена в Лионе. Контрольный пакет акций принадлежит семье Бюрель.

## История
История компании началась с того, что Пьер Бюрель (Pierre Burelle) основал в 1946 году в Париже небольшое предприятие по изготовлению пластмассовых комплектующих для автомобилей, назвав его Plasticomnium (с 1966 года — Plastic Omnium). Первой продукцией стали элементы рулевых колонок для Renault 4CV. Вскоре клиентами компании стали и другие французские и европейские автопроизводители; популярность пластмассовых комплектующих быстро росла, поскольку их применение позволяло уменьшить массу автомобиля. В 1957 году была зарегистрирована холдинговая компания Burelle. К середине 1960-х годов оборот компании достиг 17 млн франков.
В 1965 году Plastic Omnium была объединена со старым семейным бизнесом семьи Бюрель — предприятием по вывозу мусора в Лионе, называвшемся Union Mutelle des Propriértaires Lyonnais. Вскоре Пьер Бюрель дополнил его производством пластмассовых контейнеров для мусора. Также была расширена география деятельности — в 1990-х годах Plastic Omnium осуществляла установку мусорных контейнеров и вывоз мусора в 10 % муниципалитетов Франции.
В 1970-х годах было создано ещё одно подразделение — высокотехнологичных пластмасс. Его основой стала поглощённая французская компания SIREM, производившая политетрафторэтилен (вещество, больше известное под коммерческим наименованием тефлон).
В 1985 году выручка компании составляла 800 млн франков, а к 1996 году выросла до 10 млрд франков. В этот период Burelle поглотила более 30 компаний. В 1986 году были куплены компании Landry Plastiques и Techni-Plaste Industrie. В 1987 году акции Burelle были размещены на Лионской фондовой бирже. Вырученные средства были направлены на новые приобретения, в том же 1987 году была поглощена компания Doré с филиалами в Нидерландах и США. В 1988 году были куплены нидерландская компания Raka и испанская Uldesa. В 1989 году была основана компания Sofiparc для строительства и управления недвижимостью. В 1991 году была создана дочерняя компания по производству дорожных знаков Signature; в неё вошли поглощённые компании Neuhaus, Sodilor, Webs, Segor и другие; в 1996 году оборот Signature составил 1 млрд франков. В первой половине 1990-х годов был куплен ряд производителей изделий из пластмассы в разных странах мира: во Франции (S 3E, Scotra, Profutex и Reydel Industries), США (Zarn, Epsco и EGC), Бельгии (Janssens), Италии (Lander), Турции (B. PO), Испании (Vasam), ЮАР (Fransaf).
В 2000 году создано Inergy Automotive Systems, совместное предприятие с Solvay по разработке и производству топливных элементов; в 2010 году доля партнёра была выкуплена. В 2001 году была создана инвестиционная дочерняя компания Burelle Participations. В 2004 году было создано ещё одно совместное предприятие, HBPO, по производству бамперов и других элементов экстерьера автомобилей; партнёрами были немецкие компании Hella и Mahle Behr, доли которых к 2022 году также были выкуплены. В 2006 году поглощена компания Inoplast, производитель изделий из композитных материалов и термопластиков. В 2007 году созданы совместные предприятия в КНР и Индии. Также в 2007 году дочерние компании Plastic Omnium и Signature были объединены. В 2008 году было продано подразделение высокотехнологичных пластмасс. В 2012 году были созданы совместные предприятия по производству топливных систем в Китае с BAIC и России с DSK. В 2018 году продано подразделение по производству мусорных баков. В 2022 году куплены подразделения автомобильной светотехники у ams-Osram и Varroc.

## Деятельность
Основные составляющие холдинга:
- OPmobility (60 %) — производство автокомплектующих, выручка за 2023 год составила 10,3 млрд евро;
- Sofiparc (100 %) — управление отелями и другой недвижимостью, стоимость портфолио составила 375 млн евро;
- Burelle Participations (100 %) — инвестиции в компании со средней капитализацией, стоимость инвестиционного портфеля в 2023 году составила 128 млн евро.